# Pierre Cassou-Noguès
Pour les articles homonymes, voir Cassou, Nogues et Cassou-Noguès.
 (avril 2025).
Il peut être nécessaire de l'améliorer pour respecter le principe de neutralité de point de vue. Veuillez consulter la page de discussion pour plus de détails.

 (mars 2025).
Pierre Cassou-Noguès, né en 1971 à Tunis, est un philosophe et écrivain français.

## Biographie
Il intègre l’École normale supérieure en 1991. Il obtient l'agrégation de mathématiques en 1995 et soutient une thèse de philosophie, sous la direction de Jean-Michel Salanskis, en 1999. De 2001 à 2011, il est chargé de recherche au CNRS. Depuis 2011, il est professeur à l'université Paris-VIII. Il est également co-éditeur de la revue SubStance.

## Recherches
Son travail philosophique est fondé sur un usage théorique de la fiction. Pierre Cassou-Noguès utilise la fiction comme une méthode  pour l’exploration du possible et de ses limites. Il s'agit par là de redonner à la philosophie une portée spéculative, métaphysique si l’on veut, et d'en renforcer la portée critique en lui permettant d’envisager le réel à la lumière du possible. Dans ses travaux les plus récents, il applique cette philosophie-fiction aux problèmes posés par les nouvelles technologies,,.
Plus largement, ses recherches s’organisent sur quatre axes.
Dans une série d’œuvres à mi-chemin de la littérature et de la philosophie, Pierre Cassou-Noguès utilise la fiction pour décrire et conceptualiser des domaines que la tradition philosophique ignore ou refoule : le temps perdu,, les phobies,, les bords de mer,… Des domaines donc que les philosophes évitent, préférant parler du travail plutôt que de la paresse, ou de la noble angoisse plutôt de cette peur absurde qu’est la phobie ou préférant aux rivages incertains la terre ferme sur laquelle se plante l’arbre de la science.
Cependant, les travaux les plus connus de Pierre Cassou-Noguès analysent la façon dont l’imaginaire (des rêves, des fictions) pénètre les domaines scientifiques : en logique (dans les travaux de Kurt Gödel,), dans la cybernétique de Norbert Wiener,, dans certaines approches du cerveau en neurosciences. Il a notamment étudié les archives de la cybernétique, pour montrer comment des avancées scientifiques, ou technologiques, sont influencées par des fictions préalables, des rêves personnels, des superstitions parfois. C'est dans cette perspective que Pierre Cassou-Noguès travaille actuellement sur les ressorts imaginaires des technologies contemporaines.
Inversement, puisque l’imaginaire se transforme au contact des sciences et de la technologie, les machines contemporaines transformant nos fictions, Pierre Cassou-Noguès interroge les formes nouvelles que peut prendre la fiction dans l'art et la littérature numériques :  comment, dans l’art numérique par exemple, la fiction se développe à l’écran dans un dispositif qui n’a plus la linéarité d’un récit. Que peut-on raconter de cette façon ? Ou comment analyser cette e-magination ? Dans cette perspective, il a également co-réalisé avec Stéphane Degoutin et Gwenola Wagon un web documentaire, Bienvenue Erewhon, une adaptation en dix épisodes vidéos du roman Erewhon que Samuel Butler publie en 1871.
Enfin, d'un point de vue d’histoire de la philosophie, Pierre Cassou-Noguès a publié toute une série de travaux, autour de l'épistémologie en France, depuis Léon Brunschvicg, Jean Cavaillès et Gaston Bachelard, jusqu'aux auteurs contemporains, s'intéressant particulièrement à la position de la subjectivité et au rapport entre imaginaire et raison tels qu'ils sont analysés dans cette tradition philosophique.

## Œuvres
- Hilbert, Paris, Éditions Les Belles Lettres, coll. « Figures du savoir », 2001, 169 p.  (ISBN 2-251-76036-9)
- De l'expérience mathématique. Essai sur la philosophie des sciences de Jean Cavaillès, Paris, Éditions Vrin, coll. « Problèmes et controverses », 2001, 351 p.  (ISBN 2-7116-1530-8)
- Gödel, Paris, Éditions Les Belles Lettres, coll. « Figures du savoir », 2003, 190 p.  (ISBN 2-251-76040-7)
- Une histoire de machines, de vampires et de fous, Paris, Éditions Vrin, coll. « Matière étrangère », 2007, 219 p.  (ISBN 2-7116-1884-6)
- Les Démons de Gödel. Logique et folie, Paris, Éditions du Seuil, coll. « Science ouverte », 2007, 279 p.  (ISBN 978-2-02-092339-2) (réédition poche, Points, 2012 et 2015)
- L’Hiver des Feltram, roman, Paris, MF, coll. « Frictions », 2009, 346 p.  (ISBN 978-2-91579-438-0)
- La Ville aux deux lumières. Géographie imaginaire, Paris, MF, coll. « Les Mondes possibles », 2009, 139 p.  (ISBN 978-2-915794-39-7)
- Le Bord de l'expérience. Essai de cosmologie, Paris, Presses Universitaires de France, coll. « Métaphysiques », 2010, 155 p.  (ISBN 978-2-13-057967-0)
- Mon zombie et moi. La philosophie comme fiction, Paris, Éditions du Seuil, coll. « L’Ordre philosophique », 2010, 341 p.  (ISBN 978-2-02-102130-1)
- Lire le cerveau. Neuro-science-fiction, Paris, Éditions du Seuil, coll. « La Couleur des idées », 2012, 186 p.  (ISBN 978-2-02-105054-7)
- La Mélodie du tic-tac : et autres bonnes raisons de perdre son temps, Paris, Éditions Flammarion, Hors Collection: publié sous la direction de Benoit Chantre, 2013, 301 p.  (ISBN 978-2-08-130181-8)
- Les Rêves cybernétiques de Norbert Wiener, Paris, Éditions du Seuil, coll. « Science ouverte », 2014, 228 p.  (ISBN 978-2-02-109028-4)
- Métaphysique d'un bord de mer, Paris, Éditions Cerf, coll "Passages", 2016, 224 p. [20]
- Un Laboratoire philosophique. Cavaillès et l’épistémologie en France, Éditions Vrin, 2017, 248 p. [21]
- Bienvenue à Erewhon, film accompagné d'une série de textes, avec Stéphane Degoutin et Gwenola Wagon, 2019 [22]
- Technofictions, Paris, Éditions Cerf, 2019, 282 p. [23]
- Virusland, Paris, Éditions Cerf, 2020, 240 p. [24]
- La Bienveillance des machines. Comment le numérique nous transforme à notre insu, Paris, Éditions du Seuil, 2022, 336 p.[25]

## Directions d'ouvrages
- Que prouve la science fiction ?, Alliage n° 60, P. Cassou-Noguès et E. Barot (éd.), juin 2007
- Le concept, le sujet et la science. Cavaillès, Canguilhem, Foucault, P. Cassou-Noguès et P. Gillot (éd.), Éditions Vrin. coll. Problèmes & Controverses, 2009
- Le sujet digital, C. Larsonneur, A. Regnauld, P. Cassou-Noguès et S. Touiza (éd.), Éditions Presses du réel, collection Labex, 2015

## Entretiens
- Logique, fictions et folie, entretien avec A. Wald Lasowski, in Pensées pour le nouveau siècle, Fayard, 2008